# Hannayite
La hannayite è un minerale.